# Heilige Geestkerk (Heidelberg)

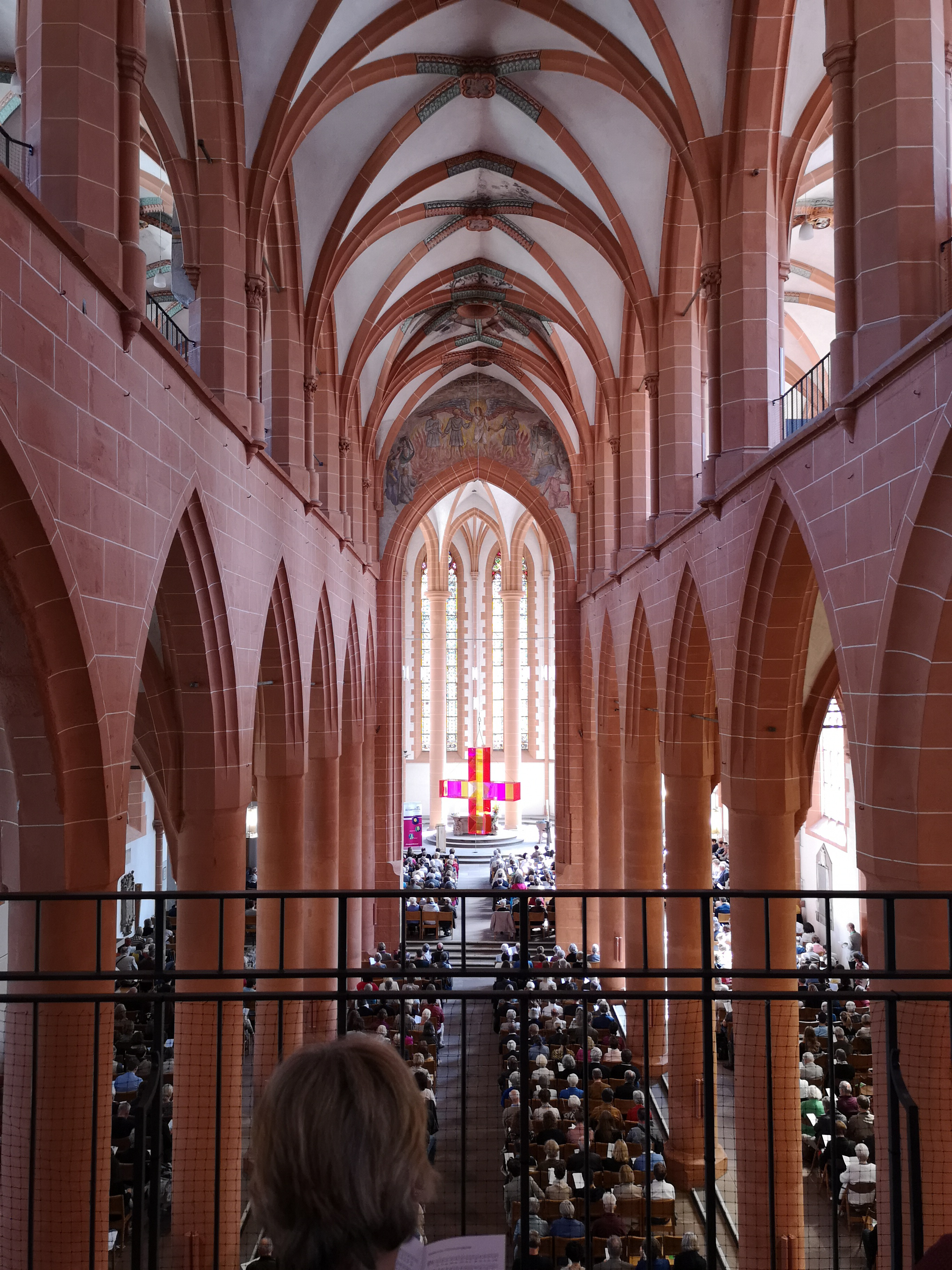
Schip met apsis Heilige Geestkerk

De protestantse Heilige Geestkerk (Duits: Heiliggeistkirche) is de grootste en belangrijkste kerk in Heidelberg in de Duitse deelstaat Baden-Württemberg. De van rode zandsteen gebouwde gotische Hallenkerk heeft een barok dak en een barokke torenbekroning. Het kerkgebouw bevindt zich aan de  Marktplatz niet ver van het Slot Heidelberg.

## Geschiedenis
De Heilige Geestkerk was oorspronkelijk een kapel, die in samenhang met de stichting van de universiteit later tot stiftskerk werd verheven. Verschillende aan andere kerken verbonden prebenden werd toen aan de Heilige Geestkerk overgedragen, waarmee de jonge universiteit kon worden gefinancierd (de professoren van de kerk waren tegelijkertijd de koorheren). Naast stiftskerk diende de Heilige Geestkerk ook als parochiekerk van de binnenstad.

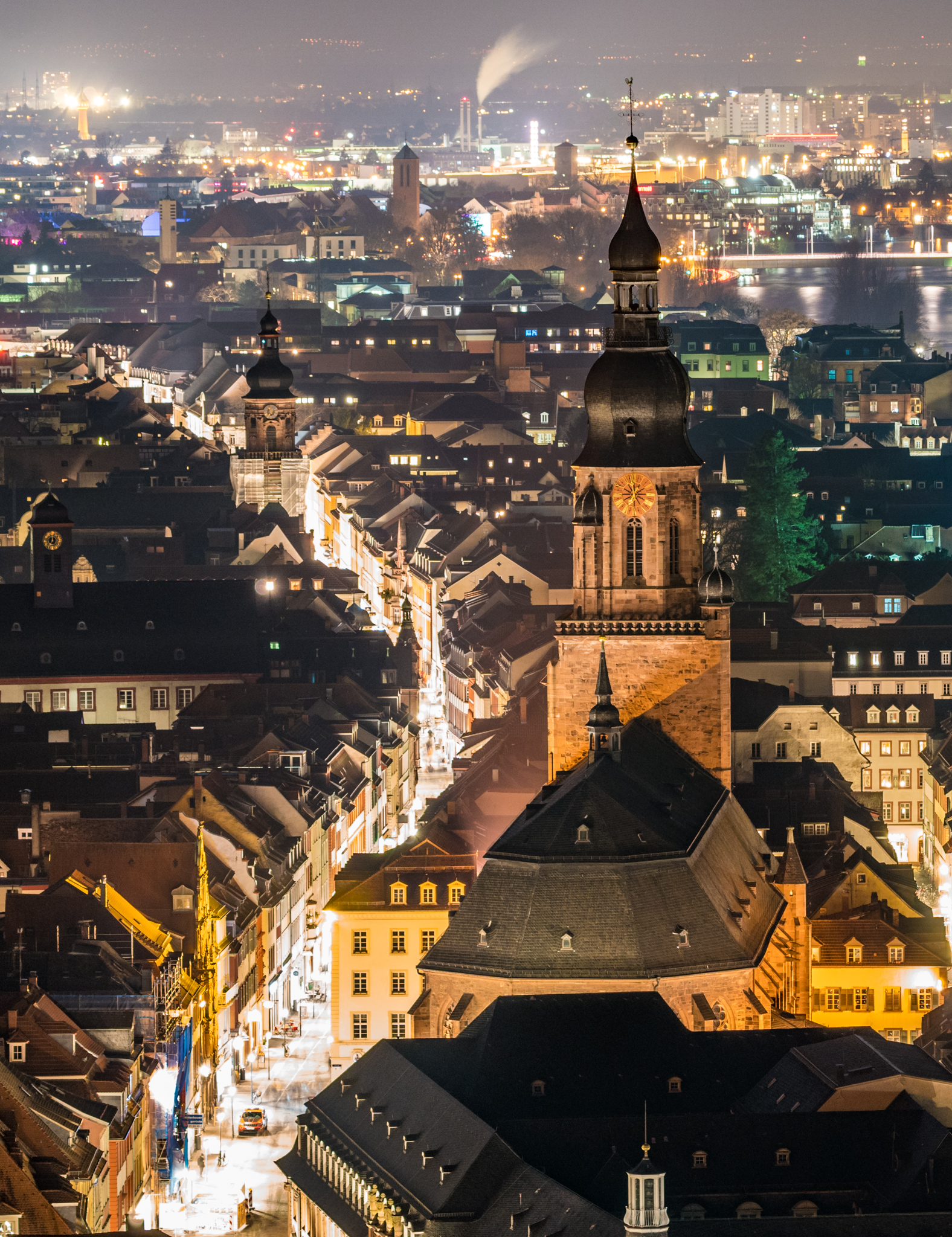
Heiliggeistkirche Heidelberg 's nachts gefotografeerd vanuit de kasteeltuin

De kerk werd tussen 1398 en 1515 gebouwd en gold als grafkerk voor de keurvorsten van de Palts. Tijdens de Paltse Succesieoorlog werden de graven van de keurvorsten verwoest op het graf van de bouwer van koor na: keurvorst Ruprecht III, die na zijn afzetting gekozen werd als Ruprecht I tot Rooms-koning.
Het stift werd door keurvorst Otto Hendrik van de Palts na zijn ambtsaanvaarding opgeheven, die van de kerk een protestantse parochiekerk maakte. De Heilige Geestkerk bleef sinds de stichting met de universiteit verbonden, tot de Petruskerk in de 19e eeuw de functie als universiteitskerk overnam. Ooit bevond zich op de galerijen van de Heilig Geestkerk de Bibliotheca Palatina, een van Duitslands belangrijkste bibliotheken in de tijd van de renaissance.
Op 22 mei 1693 raakte de kerk tijdens de Paltse Successieoorlog zwaar beschadigd. Franse troepen plunderden het gebouw en sloten een grote groep mensen in de kerk op en staken het vervolgens in brand. Pas toen de klokken, balken en gewelven het begonnen te begeven, werd op het verzoek van de jonge hervormde protestantse predikant Johann Daniel Schmidtmann een deur geopend. In de chaos bij het vluchten uit het brandende kerkgebouw werden mensen doodgedrukt en door de Franse soldaten mishandeld.
Van 1706 tot 1936 werd de kerk door scheidingsmuur in tweeën gedeeld. Het kerkschip was toen protestants en het koor katholiek. Even dreigde de kerk in 1719 een uitsluitend katholieke kerk te worden, toen keurvorst Karl Philipp aanspraak op de hele kerk maakte en er een hofkerk van wilde maken. In ruil zouden de protestanten dan een nieuwe kerk krijgen. De protestanten van Heidelberg kwamen echter in verzet en schakelden de protestantse rijksstanden in voor hulp. Pruisen trof als reactie maatregelen tegen de katholieke kerk in Minden en kloosters in Halberstadt en ook Zweden en de Nederlandse republiek dreigden met vergeldingsmaatregelen. Zelfs keizer Karel VI eiste van de keurvorst dat hij zou inbinden. Ten slotte gaf de keurvorst toe en liet de scheidsmuur tussen het kerkschip en het koor herbouwen. Uit woede op Heidelberger bevolking besloot de keurvorst echter zijn residentie daarna te verplaatsen naar Mannheim.
Tijdens de secularisatie (1801–1803) werden de in Heidelberg nog talijk aanwezige kloosters opgeheven, waardoor het koor van de Heilige Geestkerk de rang van een katholieke hoofdkerk verkreeg. Nadat de katholieken in 1809 de Jezuïetenkerk als nieuwe parochiekerk verwierven, werd het koor door verschillende broederschappen gebruikt, totdat het gebruik ervan in 1874 werd overgedragen aan de Oudkatholieke Kerk. In 1886 werd in het kader van het jubileum van de universiteit de scheidsmuur tijdelijk afgebroken, maar na een gerechtsoordeel in 1892 weer herbouwd.
Pas in 1936 viel de hele kerk toe aan de Protestantse Landskerk van Baden, waarna de scheidsmuur in de kerk definitief werd gesloopt.
De kerk was jarenlang de standplaats van de predikant Hermann Maas, een verklaard tegenstander van het nazi-regime en een pionier van de christelijk-joodse dialoog.

## Bibliotheca Palatina
Van het begin af aan bevond zich op de galerijen van de kerk een stiftsbibliotheek, waar voldoende licht was om te kunnen lezen. Door aanvullingen groeide deze stiftsbibliotheek in de loop der jaren uit tot de wereldberoemde Bibliotheca Palatina. De collectie werd tijdens de Dertigjarige Oorlog in 1622 door keurvorst Maximiliaan I van Beieren als oorlogsbuit geroofd en aan de paus geschonken. Van de circa 5000 boeken en 3524 manuscripten kwamen er in 1816 slechts 885 terug. Deze bevinden zich tegenwoordig in de universiteitsbibliotheek van Heidelberg. De rest bevindt zich ook nu nog in het Vaticaan. Ter gelegenheid van het 600-jarig bestaan van de universiteit kwam in 1986 een representatieve keuze uit de collectie voor een tijdelijk tentoonstelling terug naar Heidelberg. Het beroemdste werk van de bibliotheek, de Codex Manesse, ontsnapte aan de roof omdat keurvorst Frederik V het in 1619 meenam toen hij Heidelberg verliet. Via omwegen kwam het verzamelhandschrift in Parijs terecht, alwaar de Heidelberger universiteitsbibliotheek het in 1888 kon terugkopen.

## Afbeeldingen

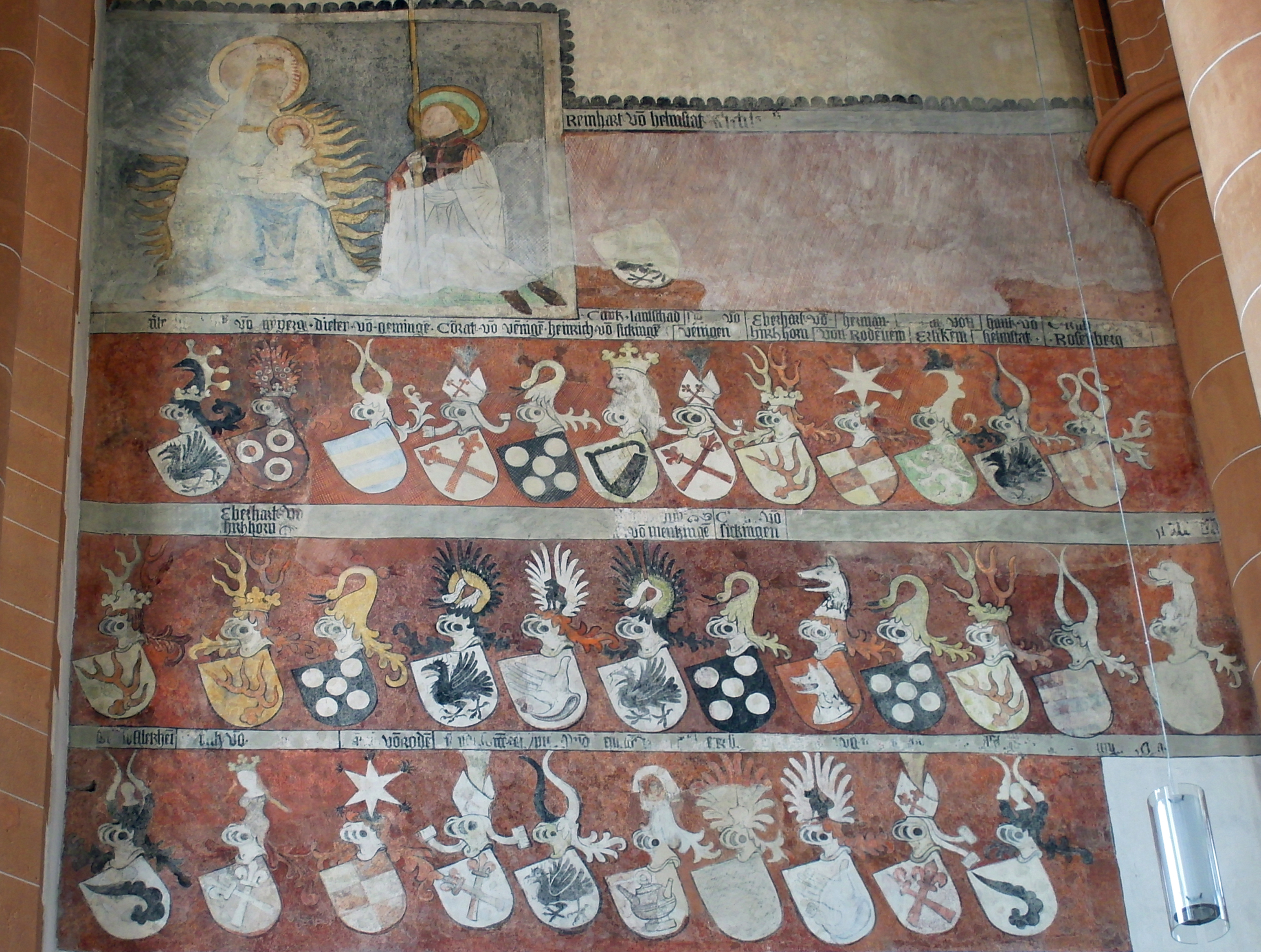
Wapenfries
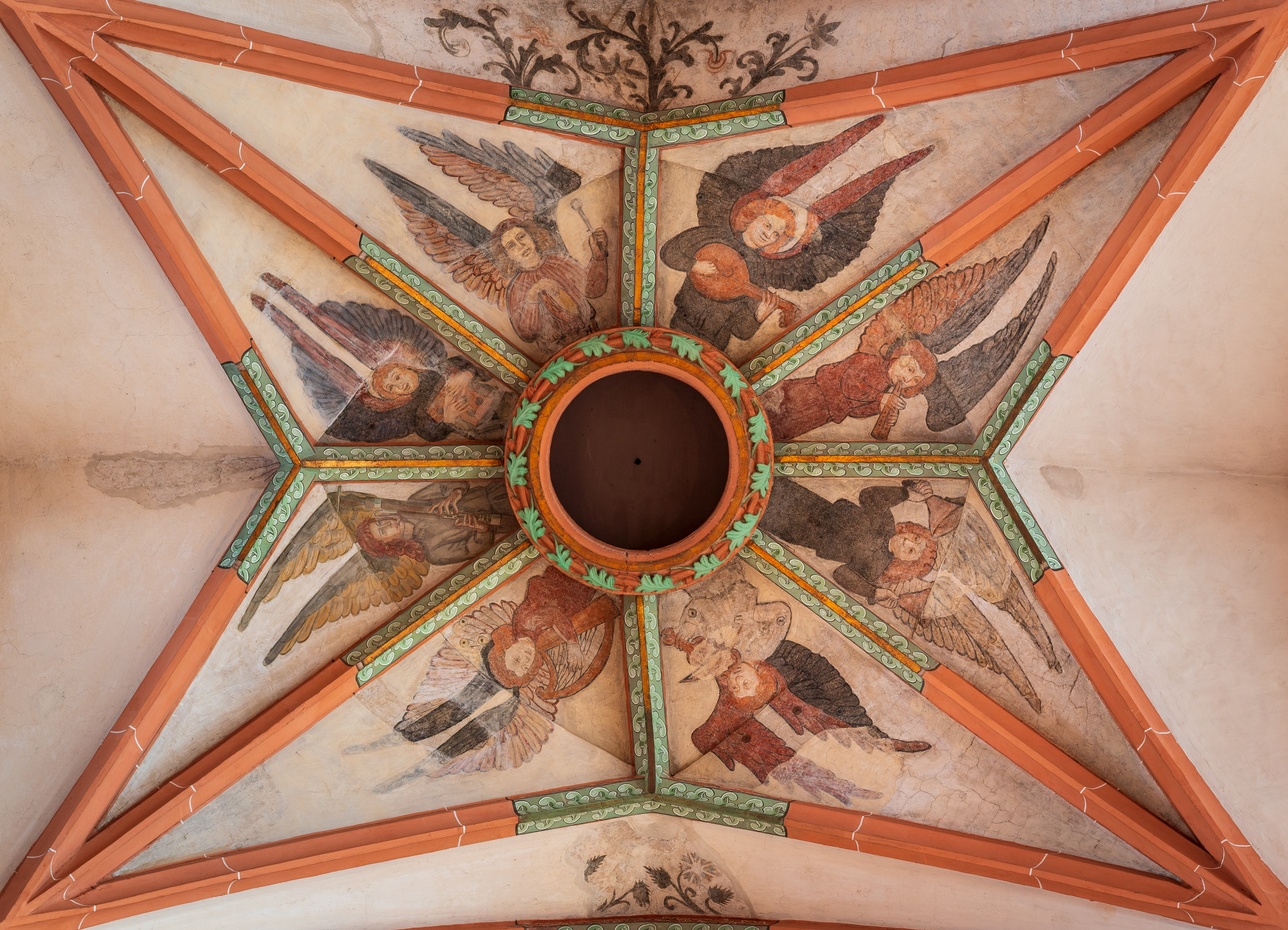
Het hemelvaartsgat
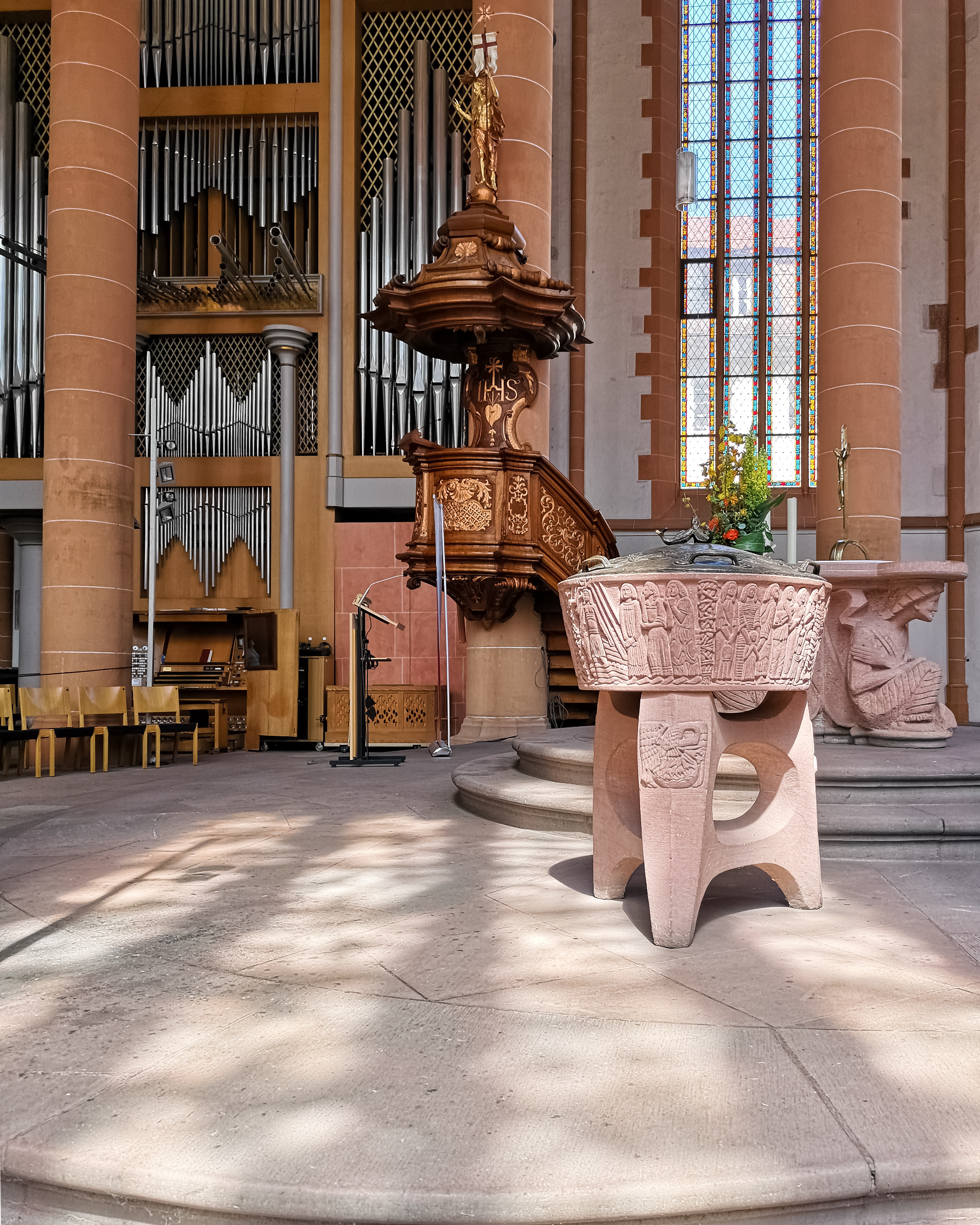
Orgel, preekstoel, doopvont en altaar